# Monténska huset

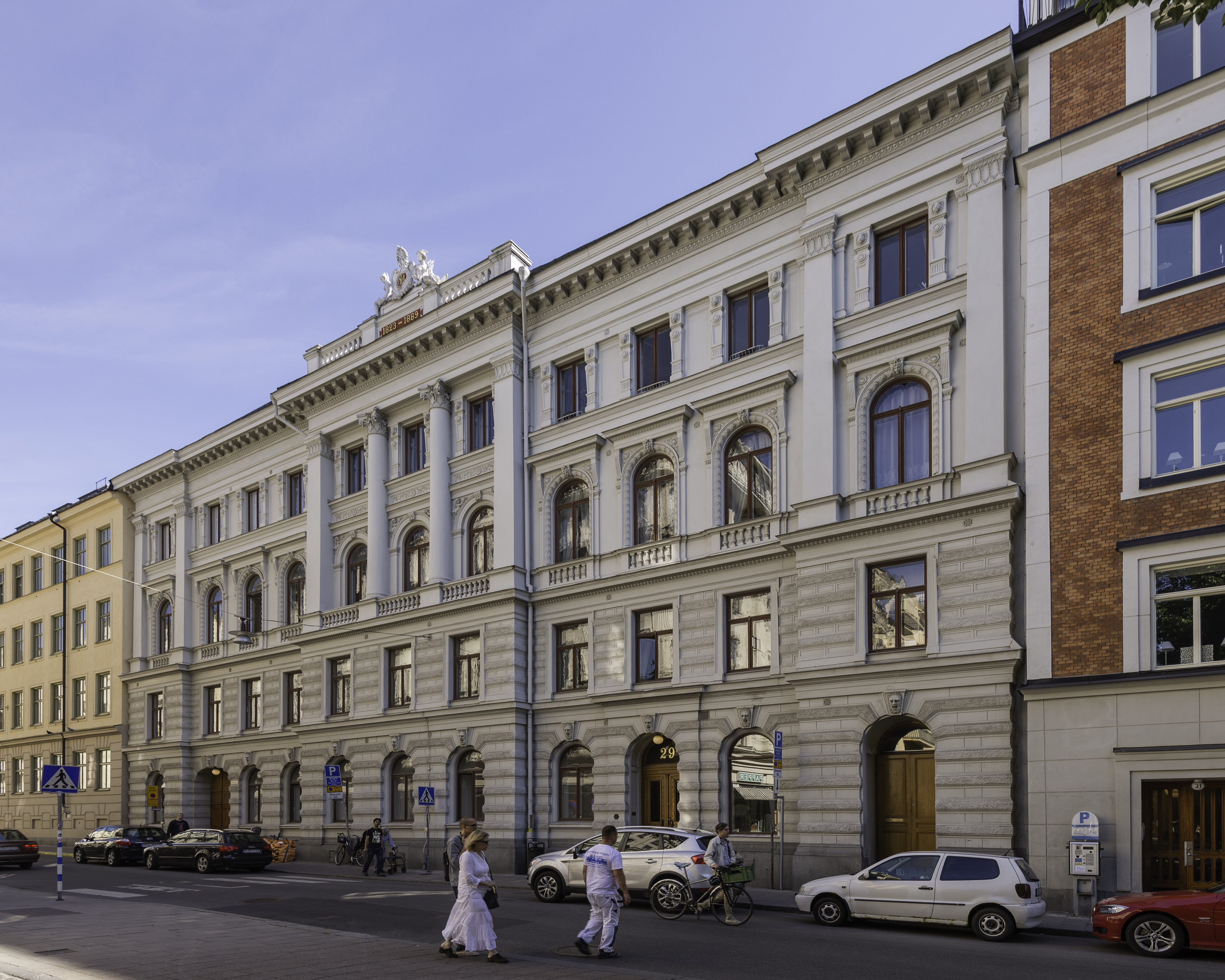
Monténska huset på Sankt Paulsgatan 29 vid Mariatorget.

Monténska huset, populärt kallat Tvålpalatset, är en byggnad på Sankt Paulsgatan 29 vid Mariatorget på Södermalm i Stockholm, uppförd 1887-1889 efter ritningar av arkitekt Bror Albert Siösteen och sedan 2006 skyddad som byggnadsminne.
Huset, som var avsett som bostadshus, men också för tillverkning och kontor, uppfördes av Firma Lars Monténs arvingar. Huset ligger i söder utmed Sankt Paulsgatan och delvis utanför Mariatorget. 

## Historik
Byggherre var Firma Lars Montén, som tillverkade såpa och stearinljus. Ägare till firman var arvingarna Carl Bergstedt, Eric Bergstedt samt Carl Rosengrén, vilka var ättlingar till fabrikören och grosshandlare Lars Monténs (1785-1872) syskon. Montén köpte kvarteret Källan 8 (då kvarteret Vattumannen 2) 1859.
Då huset byggdes ägdes fastigheten av grundarens systersonsöner Eric Bergstedt och Carl Rosengrén. En såpfabrik fanns redan på gården då flerfamiljshuset uppfördes. Vid Mariatorget, som vid den här tiden hette Adolf Fredriks torg, byggdes flera hus under 1800-talet, men det var egentligen först under det följande decenniet som torget fick något av den inramning det har idag. Byggherren Fabriksfirma Lars Montén lät också uppföra ett hus för sina anställda vid Sankt Paulsgatan 33, också mitt emot Mariatorget, men på andra sidan Swedenborgsgatan. Fastigheten i kvarteret Vattumannen 33 på Sankt Paulsgatan 33 byggdes 1880 efter ritningar av arkitekten och byggmästaren Rudolf Andersson.
Lars Montén hade startat bland annat Sveriges första såpfabrik 1823 på Pryssgränd. År 1827 flyttade han tillverkningen till Wollmar Yxkullsgatan 4, som var grannfastigheten söder om kvarteret Källan 8. Arvingarna startade tvåltillverkning där i samma fabrik 1875. Tre år efter Monténs död började här således även tillverkas tvål 1875. Det var på tvålfabrikens grannfastighet norrut som det Monténska huset byggdes.

## Fasaderna
Monténska huset har en välbevarad symmetrisk renässansfasad från 1880-talet. Taket syns knappt från gatan. Huset är byggt i fyra våningar, av dessa har huset paradvåningar i tre plan samt kontor i bottenvåningen. Huset har vit putsfasad som är monumentalt formad. Fasadens mittparti är en rikt dekorerad stuckfasad i stram nyrenässans, den går genom två våningar och ovanför den finns korintiska kolossalkolonner, fronton och skulpturer. Byggherren Lars Monténs initialer lyser i rött och guld upp frontonen, liksom årtalen "1823-1889" - förmögenheten vilade på hans såpfabrik, som han grundade 1823. Firmans monogram, "LM" för Firma Lars Montén, är omgivet av figurerna Merkurius och Industria, som kröner fasaden på mittpartiet. Årtalen 1823 respektive 1889 anspelar på året då Lars Montén startade sin verksamhet och året då huset stod klart.
Gårdsfasaden är däremot enkel och utan utsmyckningar, vilket är typiskt för tiden. Gårdshuset, den tidigare såpfabriken, byggdes om till bostäder 1926 och genomgick då en fullständig förvandling med nya trapphus etc.

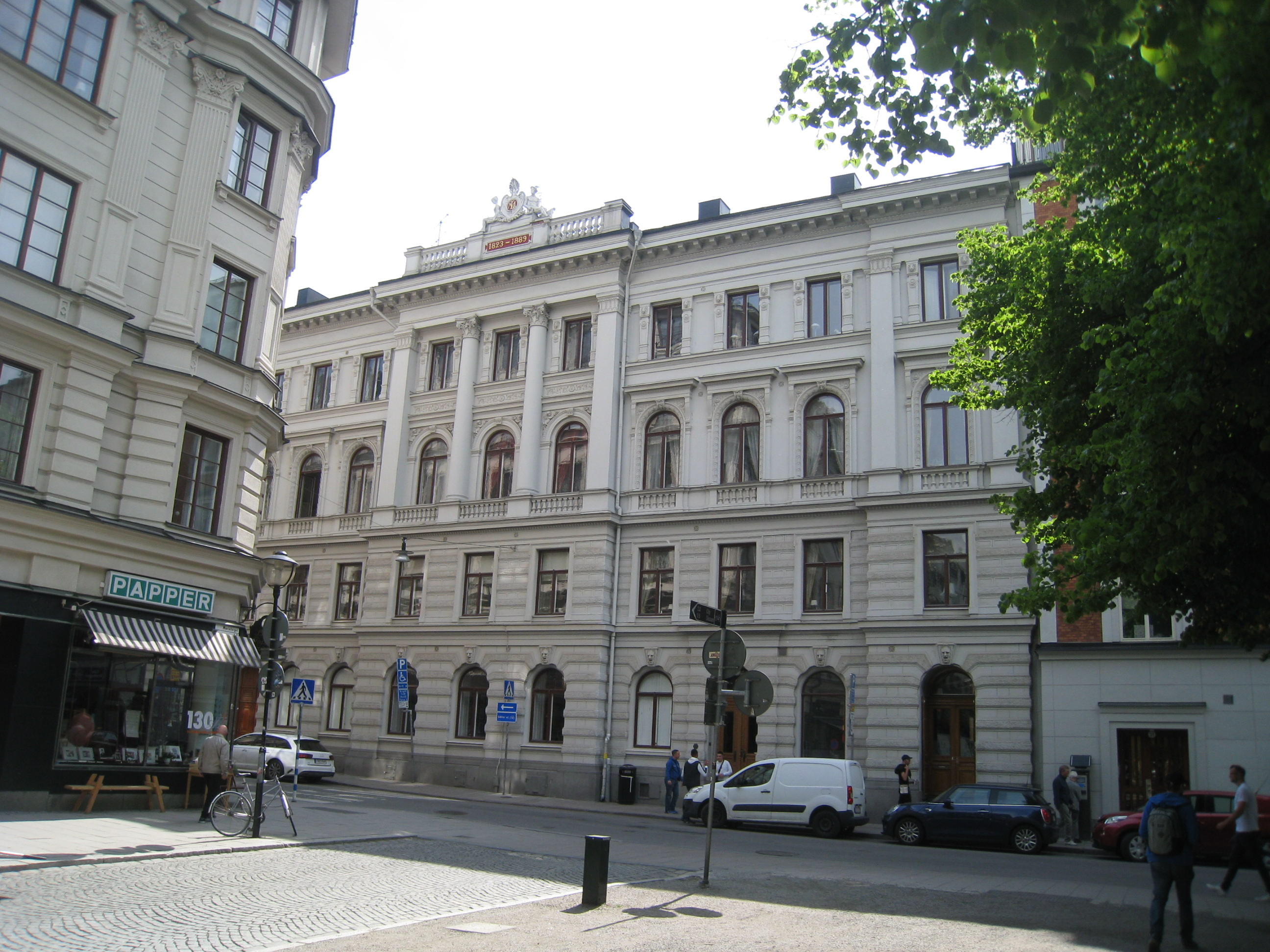
Husets fasad mot Sankt Paulsgatan.
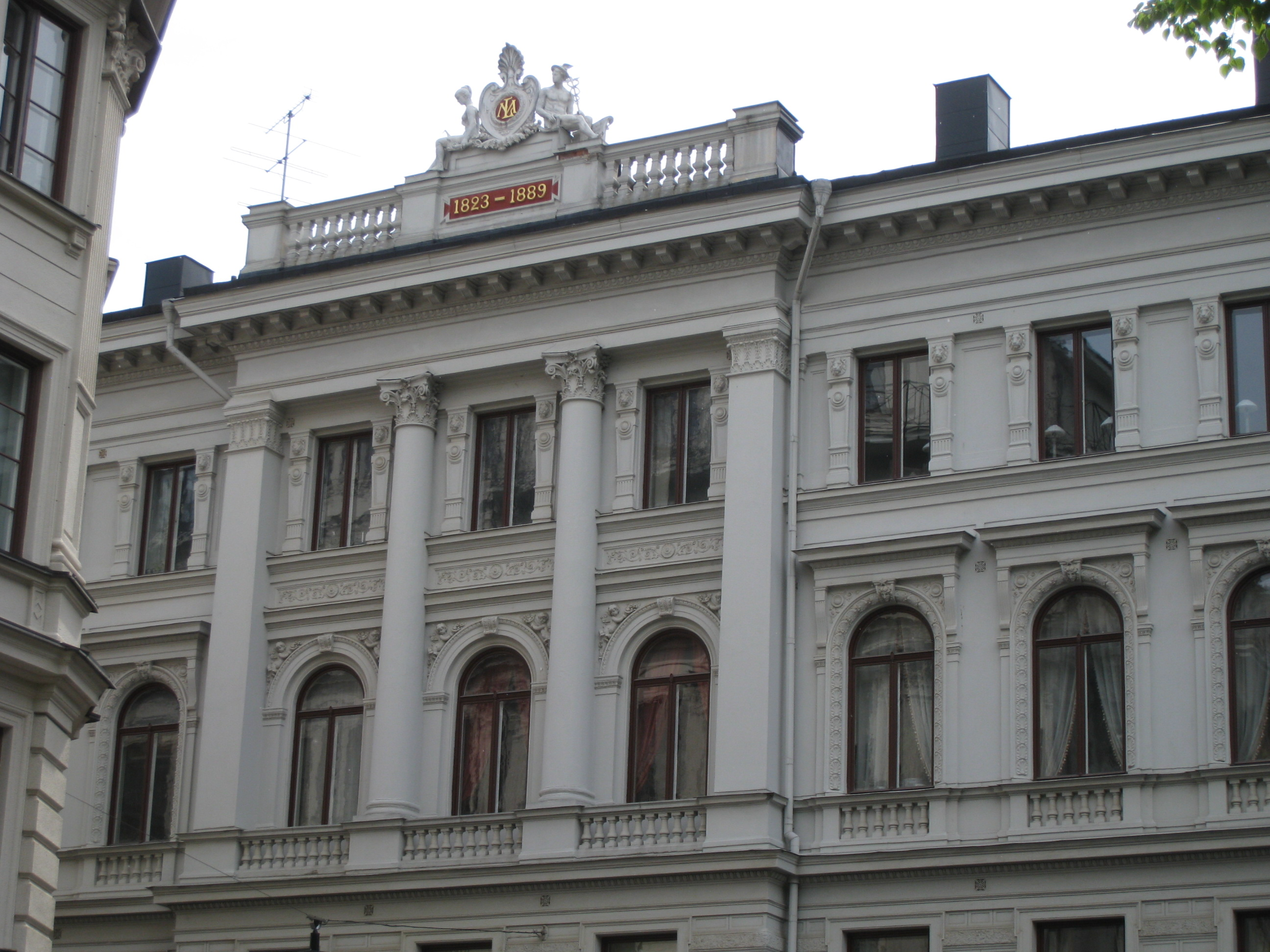
Den vita putsfasaden med korintiska kolossalkolonner, fronton och skulpturerna Merkurius och Industria.
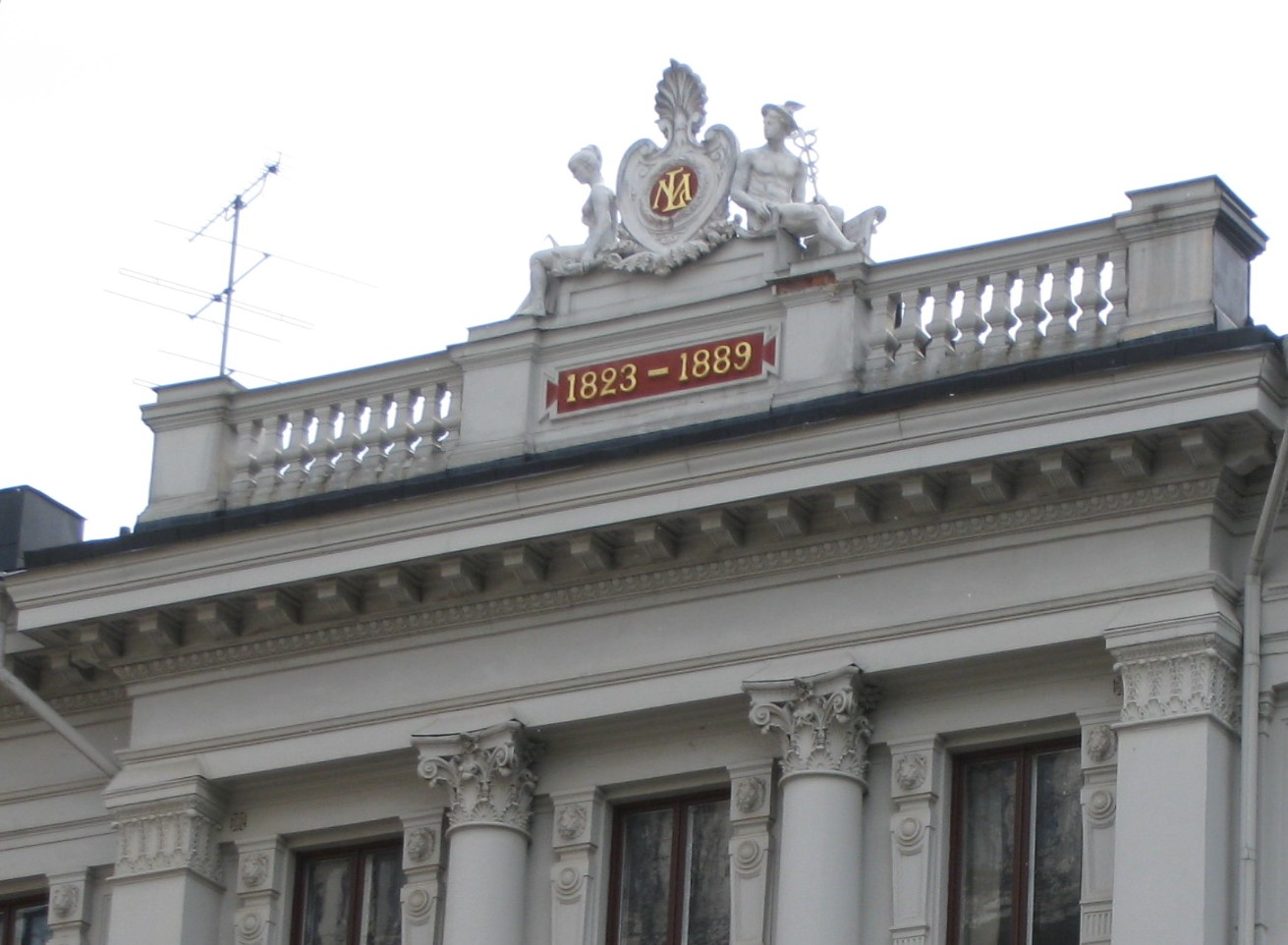
Byggherren Lars Monténs, "LM":s, initialer lyser i rött och guld upp frontonen och årtalen 1823-1889.
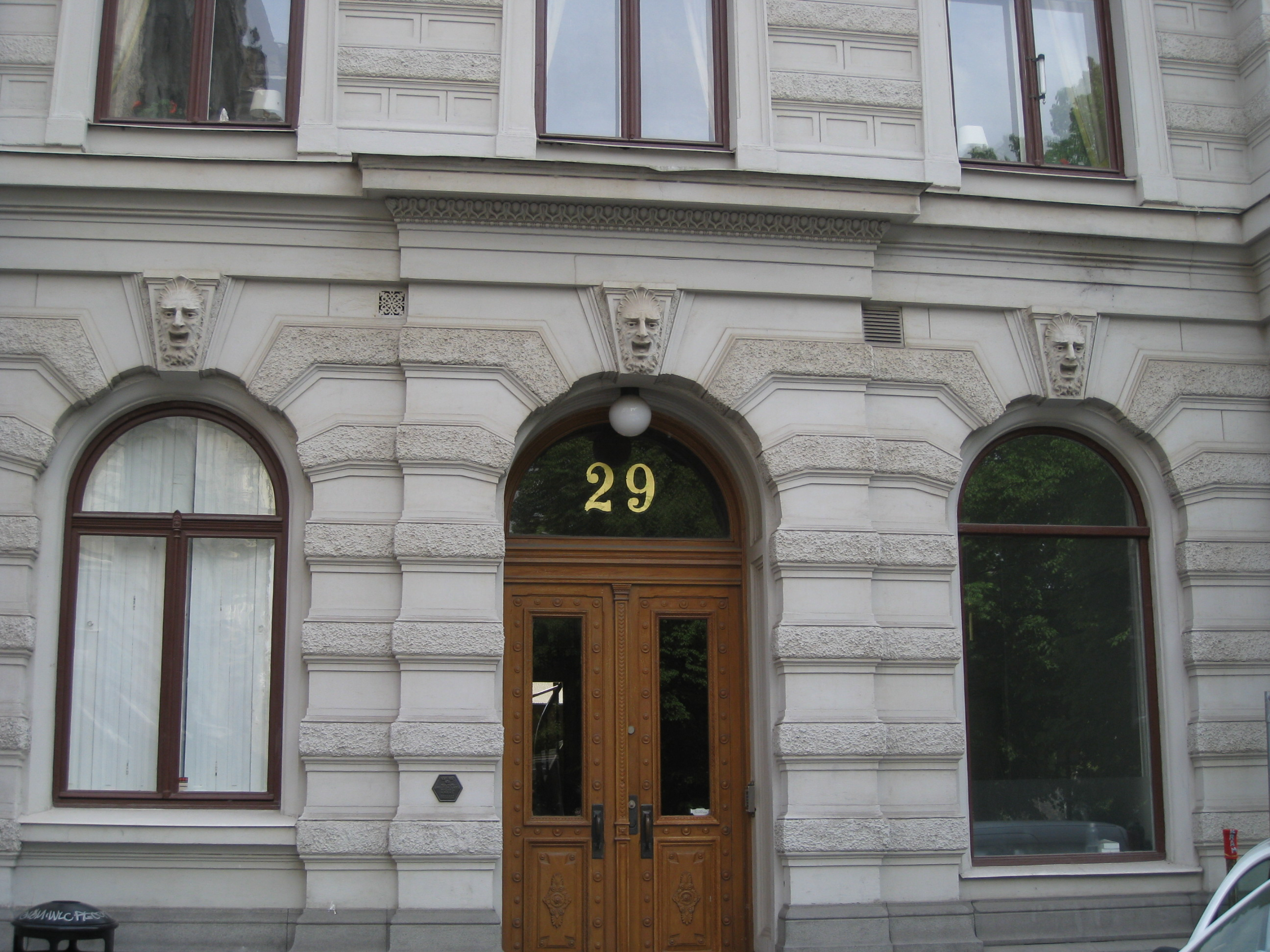
Huvudentrén.
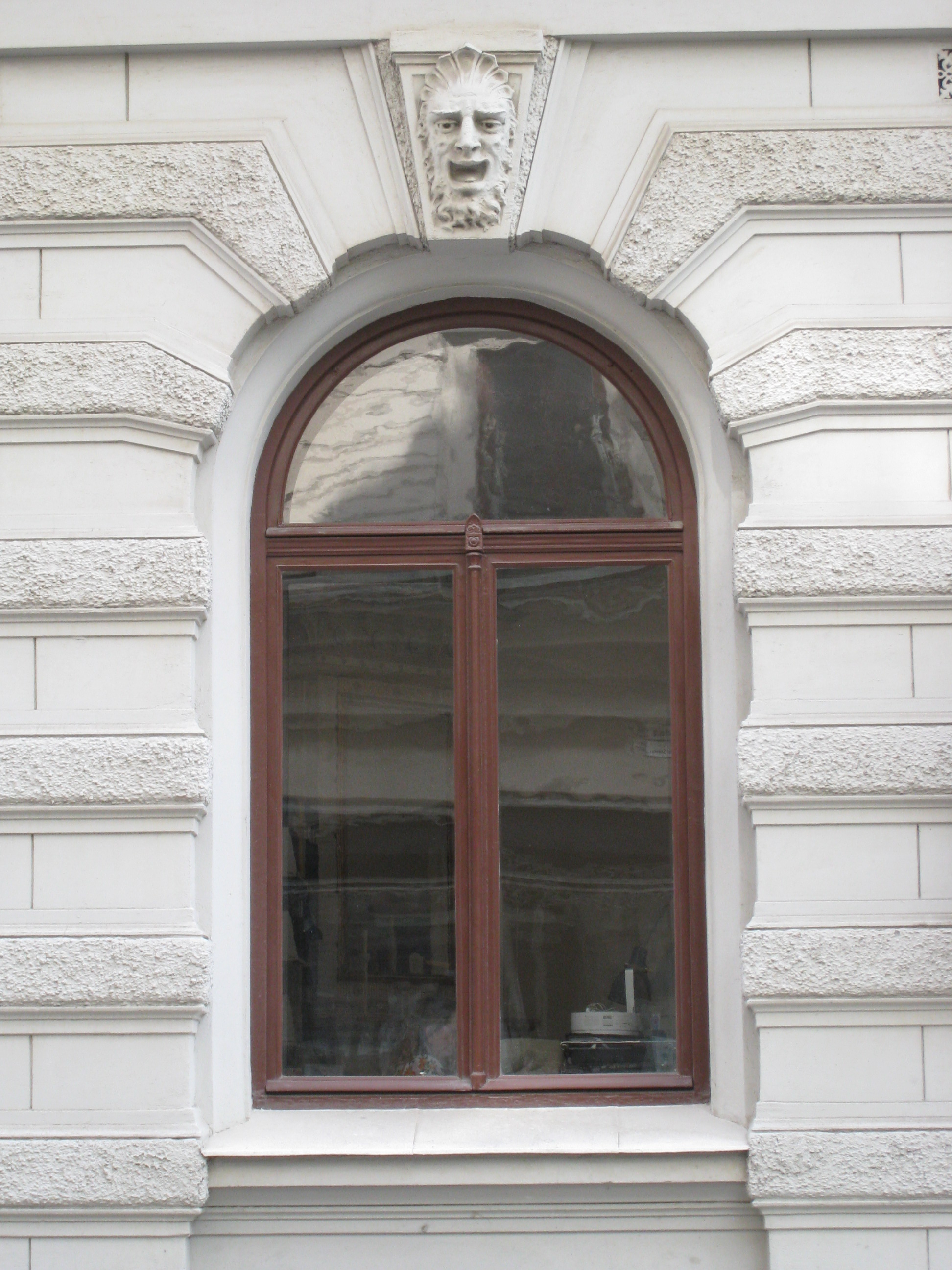
Fönster.
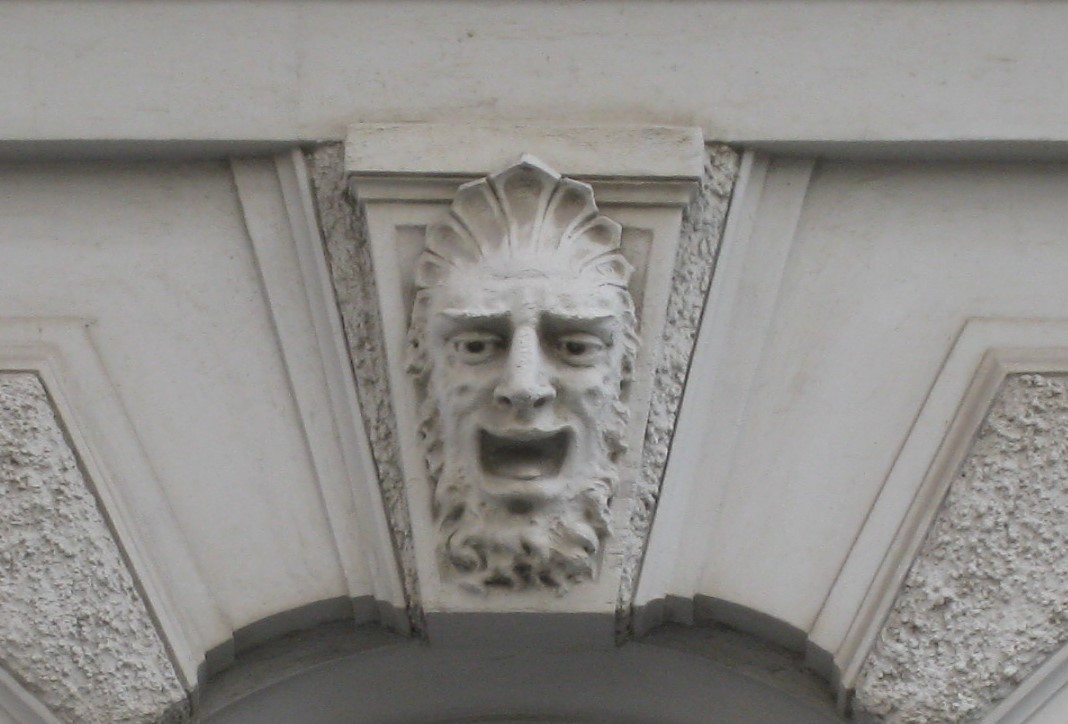
Fasaddetalj med maskaron.

## Våningarna
Varje plan rymmer en större och en eller två mindre lägenheter, de mindre nås från ett sekundärt trapphus. Lägenheterna har en fast inredning med taklister av stuck, fyllningsdörrar, plank- och parkettgolv samt i några fall höga paneler.
På våningen 2 tr. fanns Carl Rosengréns paradvåning med vackra fönster. Både den fasta och lösa inredningen i paradvåningen är nära nog fullständigt bevarade. Till utformningen av paradvåningen anlitades flera kända arkitekter och konstnärer såsom Valfrid Karlson, Agi Lindegren, Carl Grabow och Sven Scholander. Arkitekt Valfrid Karlson gjorde inredningarna. I paradvåningens matsal i renässans finns väggmålningar av Agi Lindegren och sällskapsrum som är lätt rokokomässig med stuckaturer av Carl Grabow och Sven Scholander. Inredningen, som än idag är välbevarad, var mycket påkostad och rikt utformad med höga paneler, gyllenläderstapeter, bemålade stucktak, stjärnparkettgolv och takmålningar.
Den något enklare våningen under beboddes av Eric Bergstedt, medan husets övriga lägenheter var mindre hyreslägenheter.

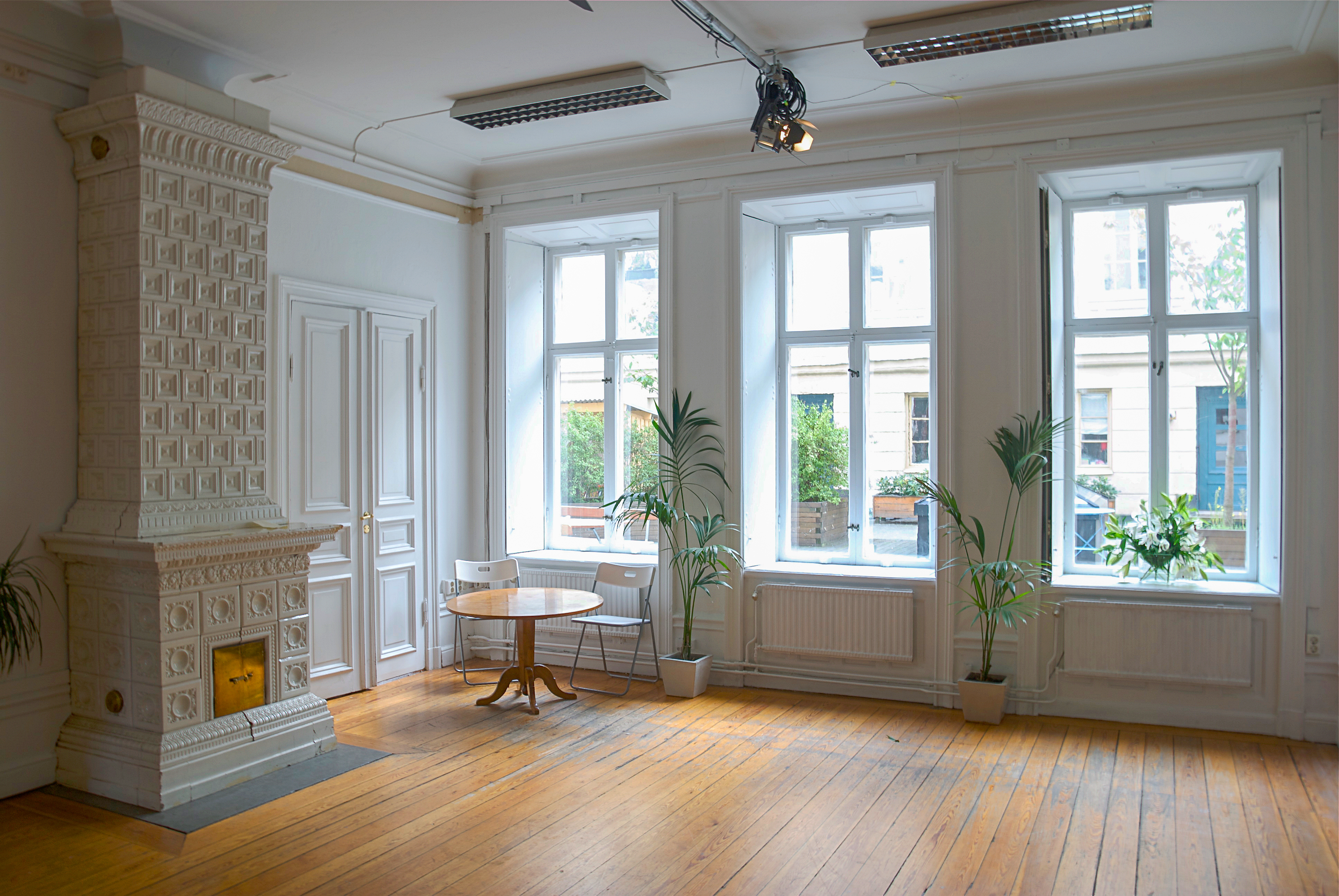
Interiör från bottenvåningen i Monténska huset.
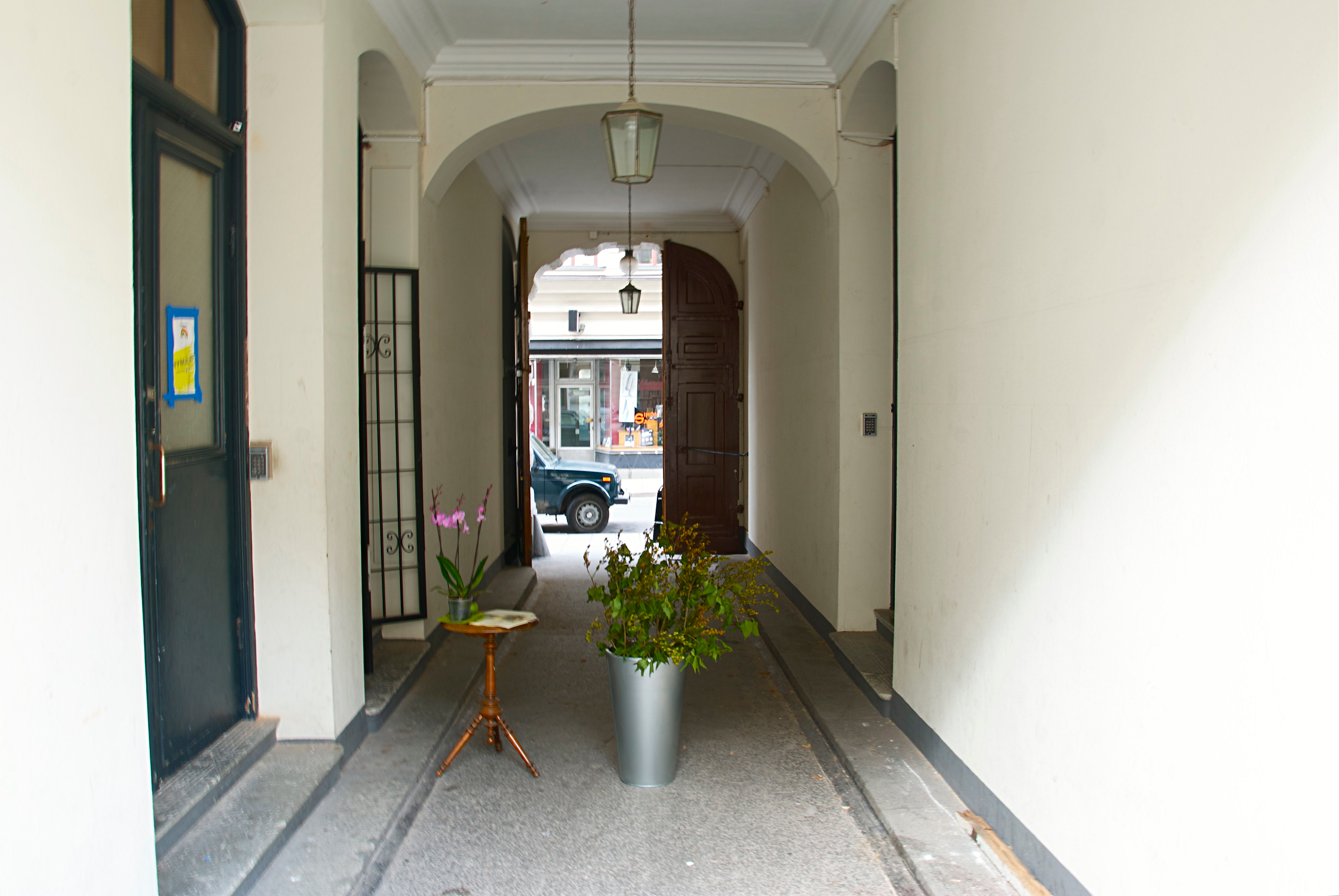
Interiör i farstuhuset, med gårdsentrén och porten mot Sankt Paulsgatan.